# NGC 1943
NGC 1943是在星座山案座的一個疏散星團。它是詹姆士·敦洛普在1826年使用23cm的望遠鏡發現的。

## 外部連結
- 维基共享资源上的相關多媒體資源：NGC 1943